# Vulturnus dido
Vulturnus dido är en insektsart som beskrevs av Rauno E. Linnavuori 1960. Vulturnus dido ingår i släktet Vulturnus och familjen dvärgstritar. Inga underarter finns listade i Catalogue of Life.